# Suyu
Suyu (chinesisch 宿豫区, Pinyin Sùyù Qū) ist ein ostchinesischer Stadtbezirk der bezirksfreien Stadt Suqian in der Provinz Jiangsu. Er hat eine Fläche von 1.254 km² und zählt 641.059 Einwohner (Stand: Zensus 2010). Sein Hauptort ist die Großgemeinde Shunhe (顺河镇).

## Administrative Gliederung
Auf Gemeindeebene setzt sich der Stadtbezirk aus vierzehn Großgemeinden und drei Gemeinden zusammen. 